# Serixia aureosplendens
Serixia aureosplendens là một loài bọ cánh cứng trong họ Cerambycidae.